# Fällarna
Koordinaten: 59° 1′ N, 23° 12′ O
Fällarna (deutsch Fellana, estlandschwedisch Fällana) ist ein Dorf (estnisch küla) in der Landgemeinde Vormsi (Vormsi vald) im Kreis Lääne. Der Ort liegt im Nordwesten der viertgrößten estnischen Insel Vormsi (deutsch Worms, schwedisch Ormsö).

## Einwohnerschaft und Geschichte

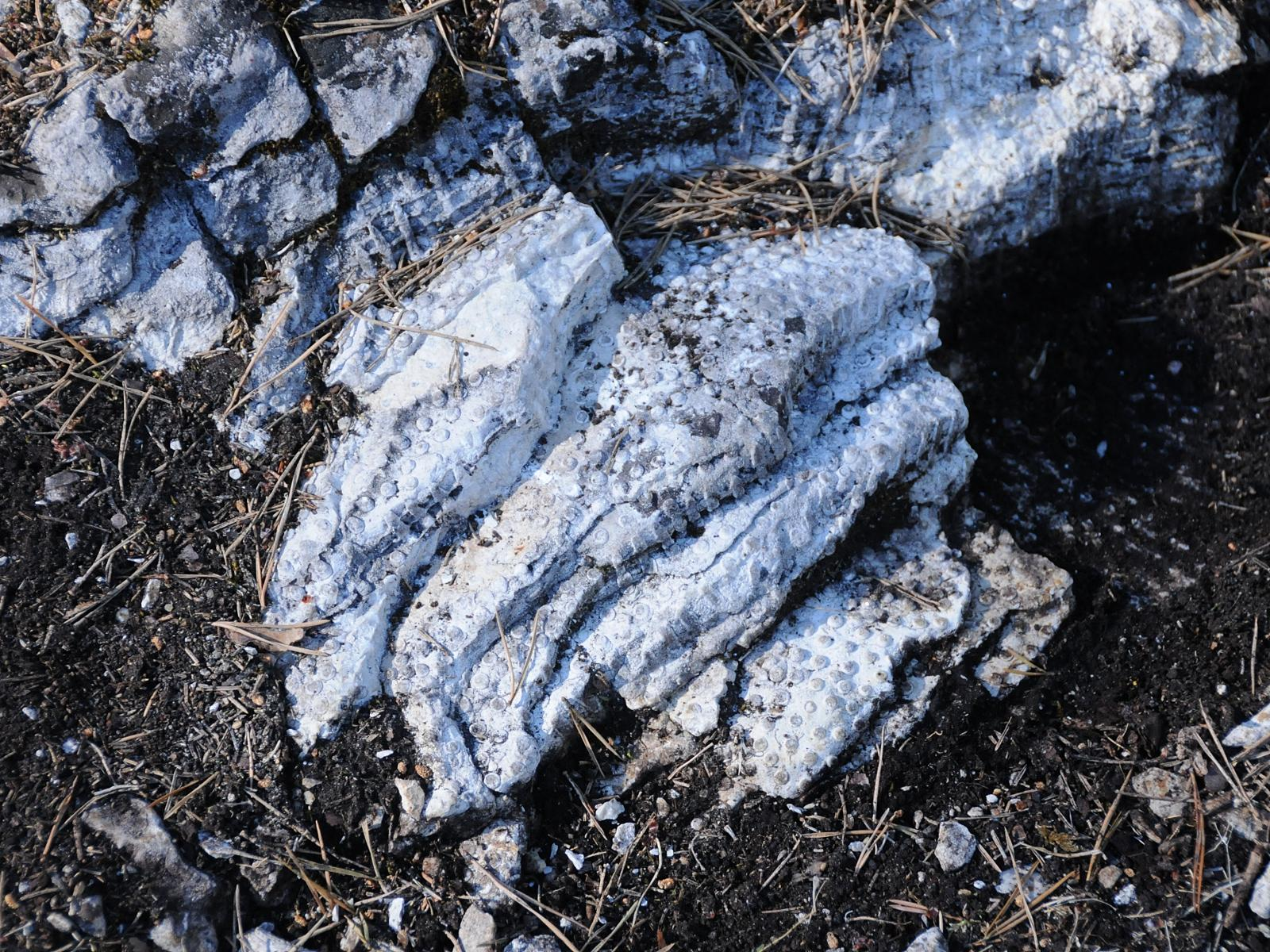
Vorzeitliche Organismen haben ihre Spuren auf dem Korallenriff von Huitberg hinterlassen

Fällarna hat heute zehn Einwohner (Stand 31. Dezember 2011).
Der Ort wurde erstmals im Jahr 1700 urkundlich erwähnt. Daneben bestand ein Steinbruch.

## Geologie
Auf dem Gebiet des Dorfes liegt eines der geologischen Wahrzeichen der Insel Vormsi, das Korallenriff von Huitberg (estnisch Huitbergi paekühm). Die teilweise mit Gras überwucherten Kalksteinablagerungen inmitten eines dichten Tannenwalds sind über 400 Millionen Jahre alt. Auf dem Gestein sind organische Strukturen aus dem Ordovizium zu erkennen. Zu der Stelle führt ein ausgeschilderter Wanderweg.